# Dobeš (Lukavec u Hořic)
Dobeš je malá vesnice, část obce Lukavec u Hořic v okrese Jičín. Nachází se asi jeden kilometr východně od Lukavce u Hořic. Dobeš je také název katastrálního území o rozloze 1,88 km².

## Historie
První písemná zmínka o vesnici pochází z roku 1359. Stávala zde tvrz, uvedená roku 1395 jako sídlo Zdislava z Dobeše. Tvrz zanikla nejspíše ve válkách v 15. století. Částečně zachované tvrziště se nachází mezi staveními čp. 13 a 14.